# Вплив пандемії COVID-19 на навколишнє середовище

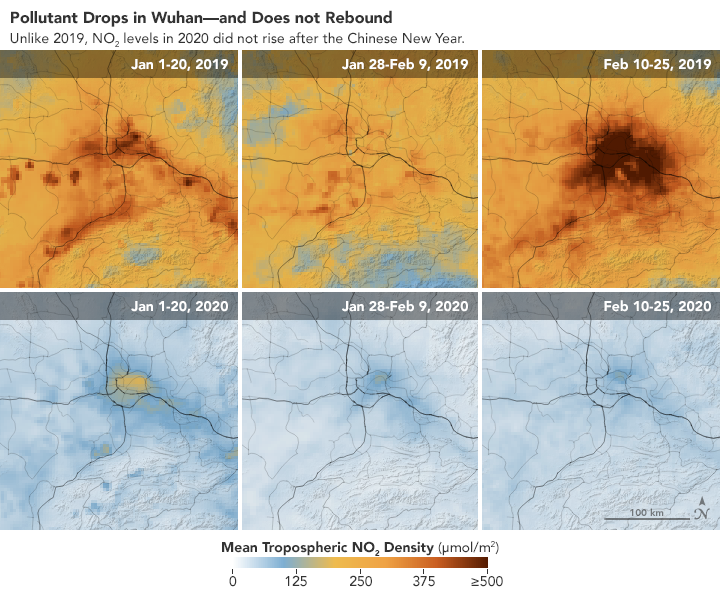
Зображення з NASA Earth Observatory показують різке зниження рівня забруднення в Ухані, якщо порівнювати рівні NO_{2} на початку 2019 року (зверху) і на початку 2020 року (внизу).

11 березня 2020 року спалах COVID-19 (до цього відомої як тяжкий респіраторний синдром) був проголошений ВООЗ пандемією. На 5 липня 2020 року випадки коронавірусної хвороби зареєстровані у 188 країнах та регіонах світу. Станом на листопад 2021 року триваюча пандемія COVID-19 забрала життя понад 5 мільйонів людей. У зв'язку з небезпечністю хвороби більшість країн запровадили локдаун, щоб захистити людей, сповільнити поширення хвороби, та забезпечити наявність місць у лікарнях. Ці карантинні обмеження порушили звичне життя у всьому світі, знизивши рівень і частоту людської діяльності та виробництва. Незважаючи на серйозність цієї події, унаслідок бездіяльності людей виявлено очевидні позитивні наслідки для навколишнього середовища. Зафіксовано скорочення споживання викопного палива, а також зниження економічної активності у зв'язку з обмеженням транспортного сполучення, закриття підприємств та іншими обмежувальними заходами після запровадження карантину внаслідок пандемії COVID-19. Оскільки діяльність людини призупинилась у всьому світі (що часто називають «антропаузою»), спостерігалося значне зменшення використання горючих корисних копалин, споживання ресурсів та утилізації відходів, що призводило до меншого забруднення повітря та води у багатьох регіонах світу. Зокрема, під час пандемії COVID-19 відбулося різке та стійке зниження кількості запланованих авіарейсів та інших видів транспортного сполучення, що призвело до зменшення викиду вуглецю в атмосферу в усьому світі. У 2020 році викиди парникових газів у всьому світі розпочали значно зменшуватися, та майже досягли початкової цільової межі кількості викидів відповідно до Паризької угоди про зміну клімату, а також значне скорочення викидів парникових газів та інших видів забруднення повітря. Екологічні звіти показали, що викиди вуглекислого газу зменшилися на 931,8 мільйонів тонн, а викиди оксиду азоту — на 30 %. У Китаї локдаун та інші карантинні заходи призвели до зменшення споживання вугілля на 26 %, а викидів оксидів азоту — на 50 %. Дослідник екосистеми Землі Маршалл Берк підрахував, що 2 місяці зменшення забруднення, ймовірно, врятували життя 77 тисяч жителів Китаю.
Серед іншого позитивного впливу на навколишнє середовище були інвестиції, направлені органами управління держав та наддержавних установ, у напрямі енергетичного переходу та з іншими напрямками, пов'язаними із захистом навколишнього середовища. Однією з цих інвестицій була семирічна пропозиція Європейського Союзу виділення 1 трильйона євро з бюджету та план відновлення в розмірі 750 мільярдів євро під назвою «ЄС наступного покоління», в якому висловлено намір зарезервувати 25 % витрат ЄС на екологічні витрати.
Проте зниження людської активності під час пандемії відвернуло увагу від поточної незаконної шкідливої діяльності людини, такої як вирубування тропічних лісів у басейні Амазонки та поширення браконьєрства в Африці. Зниження зусиль, направлених на питання екологічної політики у поєднанні зі сповільненням економіки, можливо, сприяли сповільненню направлення інвестицій у технології зеленої енергетики.
Інший негативний побічний ефект пандемії включав глобальне збільшення кількості біомедичних відходів у зв'язку з тим, що лікувальні заклади надають допомогу більшій, ніж зазвичай, кількості хворих. Додаткові запобіжні дезінфекційні заходи, необхідні при лікуванні хворих із COVID-19, також відіграли важливу роль у збільшенні кількості медичних відходів. Виробництво та використання захисних засобів з пластику, зокрема комплектів засобів індивідуального захисту, збільшило під час пандемії кількість відходів з пластику, які становлять загрозу для навколишнього середовища. Під час пандемії збільшилась потреба в захисних масках, рукавичках, голках, шприцах і ліках, ніж зазвичай. Щомісяця використовувалися та утилізувалися приблизно 65 мільярдів рукавичок і 129 мільярдів масок для обличчя. Використання захисних індивідуальних засобів у громадських місцях запроваджено більшістю урядів країн, і створювало додаткове навантаження для проведення утилізації відходів. Викиди парникових газів унаслідок проведення утилізації цих пластикових відходів становили від 14 до 33,5 тонн вуглекислого газу на тонну використаних засобів захисту. Найбільша частка з них припадала на їх виробництво та транспортування.

## Передумови
Збільшення кількості парникових газів з початку епохи індустріалізації спричинило зростання показників глобальних середніх температур на Землі із загрозливою швидкістю. Наслідками глобального підвищення температури є танення льодовиків, сильні шторми, посилення посухи, вимирання видів живої природи, часті лісові пожежі, зменшення запасів води в окремих регіонах, та підвищення рівня моря. До пандемії COVID-19 заходами, які передбачалося запровадити у випадку пандемії органами охорони здоров'я, були карантин та соціальне дистанціювання. Водночас науковці передбачили, що зниження економічної активності виплине на явища, спричинені глобальним потеплінням; воно може зупинити підвищення температури, а також зменшити забруднення повітря та моря, що, як було вказано раніше, призведе до покращення стану навколишнього середовища. Пандемія COVID-19 змусила закритися цілим галузям економіки, великим підприємствам та корпораціям. Хоча пандемія й завдала великої шкоди людству, економіці та суспільству, але навколишнє середовище почало зцілюватися від скорочення використання природних ресурсів. За оцінками параметрів місячного споживання енергії та маркерів розрахунку викидів вуглекислого газу за добу, за час пандемії зокрема спостерігалося зниження виробництва електроенергії (у 29 країнах), виробництва промислової продукції (у 73 країнах), руху автомобільного транспорту (у 406 містах), руху авіаційного та морського транспорту, та викидів виробничого та житлового секторів (у 206 країнах). За цим зниженням викидів вуглекислого газу у цих же регіонах розпочалось зниження концентрації в повітрі оксиду азоту, яке було зареєстровано наземними мережами та штучними супутниками Землі. Дослідники розрахували кількість цих викидів, і за їх спостереженнями виявилось лише незначне зменшення (менше 0,13 проміле до 30 квітня 2020 року) глобальної концентрації вуглекислого газу, яка потрапляє в атмосферу. У минулому також спостерігався взаємозв'язок між обмеженням діяльності людини та станом навколишнього середовища під час різних надзвичайних ситуацій в охороні здоров'я, зокрема епідемії іспанського грипу та епідемій віспи, який знову повторився й під час пандемії COVID-19. Після того, як люди повернулися до звичного способу життя до пандемії, науковці та представники влади закликали до дотримання захисту навколишнього середовища та біорізноманіття в рамках стратегії відновлення після пандемії COVID-19.

## Стан повітря

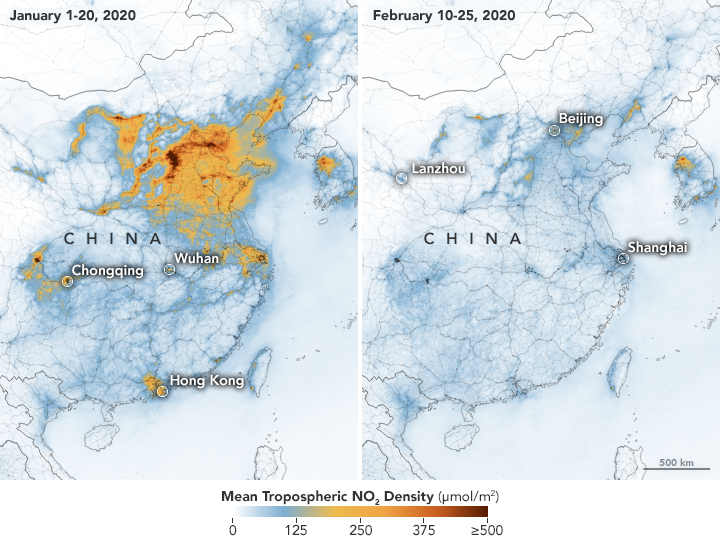
Дані TROPOMI показують концентрацію NO_{2} в повітрі в Китаї на початку 2020 року. Зображення з Earth Observatory.

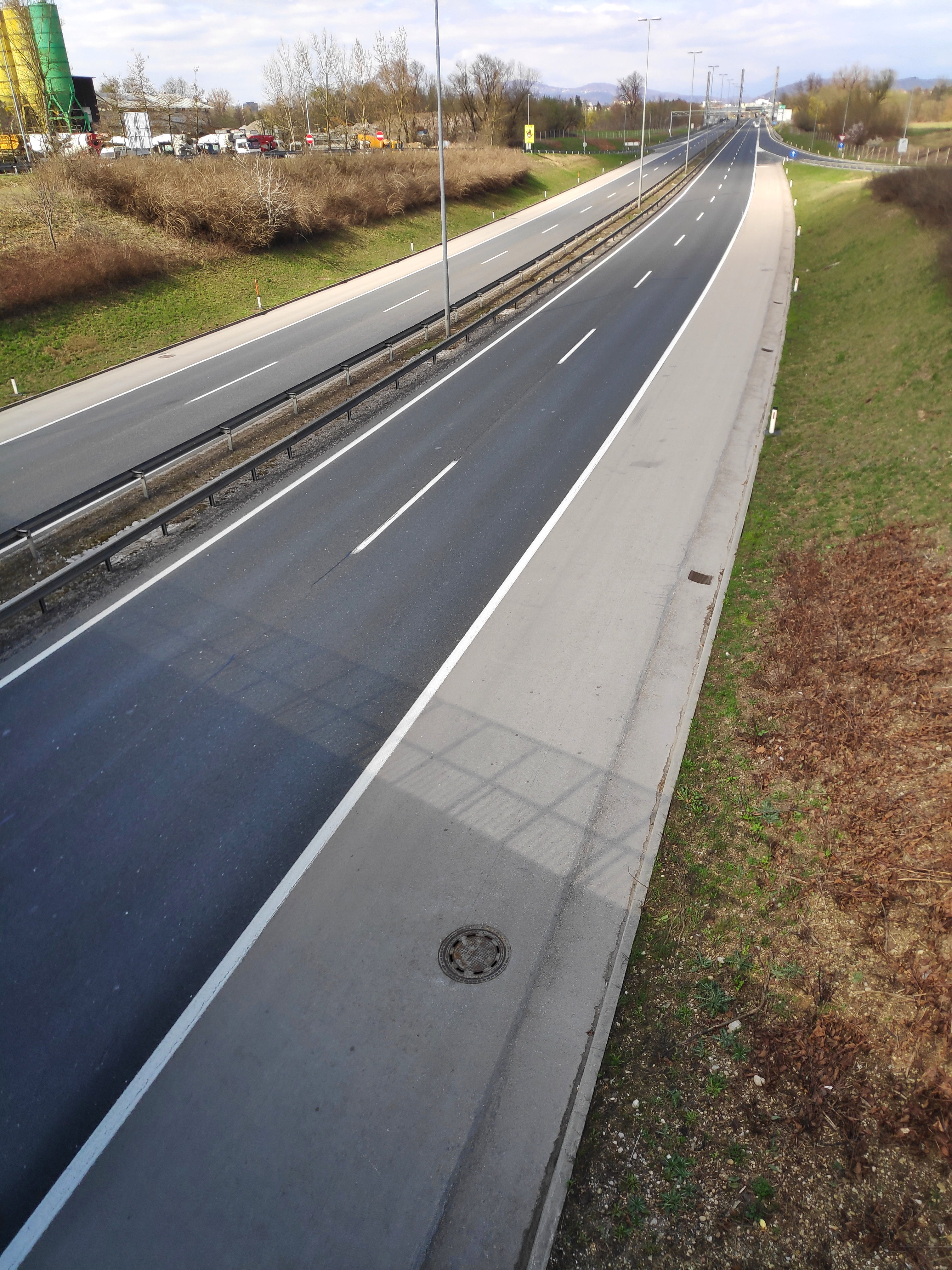
Зменшення руху автотранспорту призвело до зниження рівня забруднення повітря. На знімку — порожня автомагістраль A1 у Словенії 22 березня 2020 року

У зв'язку з обмеженням транспортного сполучення та зупинку частини промислових підприємств на планеті в цілому зменшилося забруднення повітря. Зниження забруднення повітря зменшило негативні наслідки як від глобального потепління, так і від пандемії COVID-19, але ще не встановлено, які види забруднення повітря, якщо такі є, є спільними негативними наслідками обох подій. Центр досліджень енергетики та чистого повітря повідомив, що заходи стримування поширення SARS-CoV-2, зокрема карантин і заборона транспортного сполучення, призвели до скорочення на 25 % викидів вуглекислого газу в Китаї. За перший місяць карантину у Китаю викиди вуглекислого газу зменшились приблизно на 200 мільйонів тонн порівняно з аналогічним періодом 2019 року у зв'язку із скороченням авіаперевезень, переробки нафти та споживання вугілля. За цей же період рух автотранспорту у Великій Британії скоротився на 70 %. Один із вчених-землезнавців підрахував, що це скорочення викидів вуглекислого газу могло врятувати щонайменше 77 тисяч життів. Однак Сара Ладіслав із Центру стратегічних і міжнародних досліджень висловилась, що скорочення викидів внаслідок економічного спаду не слід розглядати як позитивне явище, оскільки повернення Китаю до попередніх темпів зростання на тлі торгових воєн і перебоїв у постачанні енергоносіїв погіршить вплив Китаю на навколишнє середовище. Крім того, журнал «Nature» повідомив, що в 2020 році кількість викидів вуглекислого газу в світі знизилося лише на 6,4 %.
У період з 1 січня по 11 березня 2020 року Європейське космічне агентство спостерігало помітне зниження викидів закису азоту від автомобілів, електростанцій і заводів на Паданській рівнини на півночі Італії, що збігалося з часом запровадження карантину в регіоні. У низці районів Північної Індії, зокрема в Джаландхарі, знову вперше за десятиліття стало видно Гімалаї, оскільки зниження рівня забруднення призвело до покращення стану атмосфери.

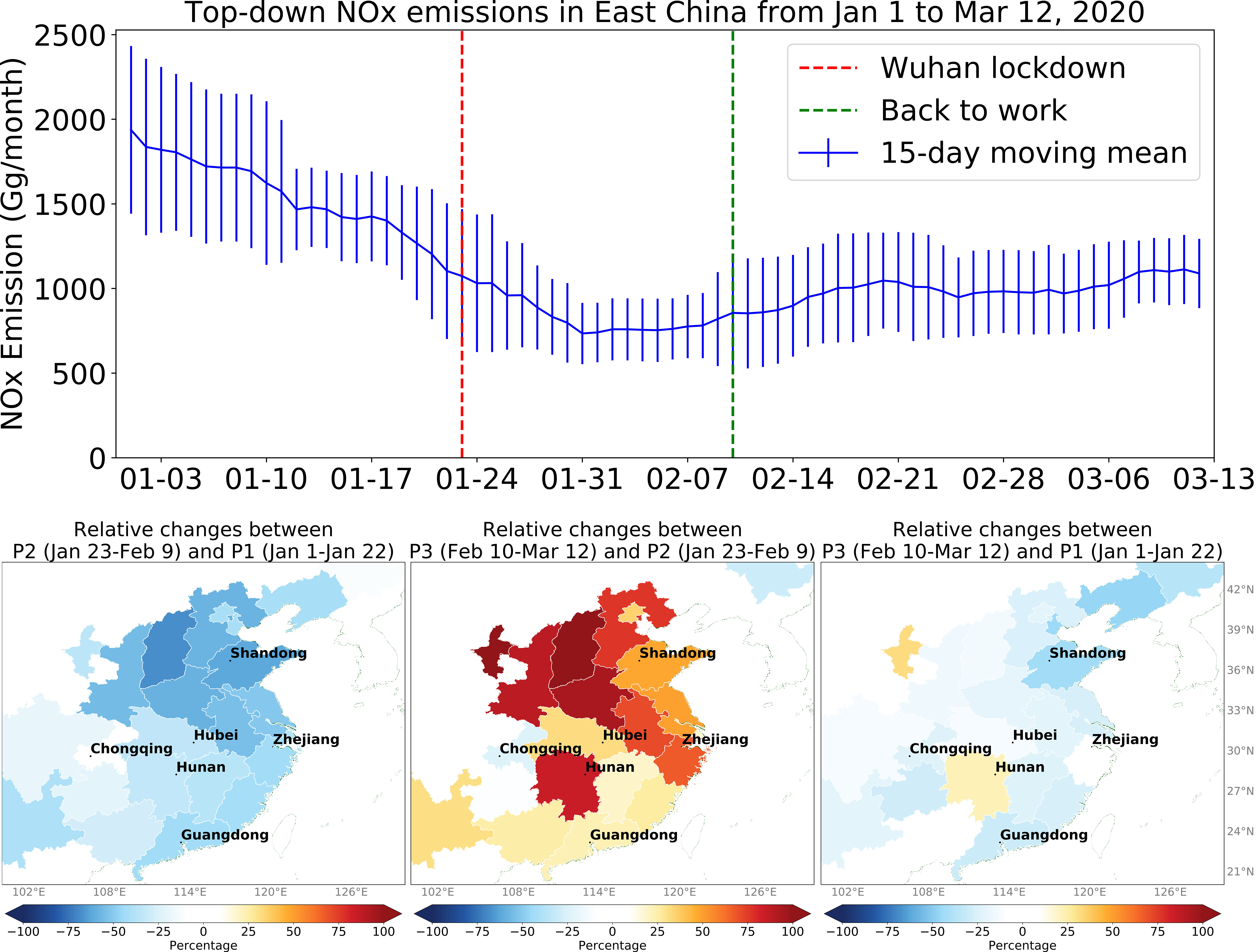
Зміни кількості викидів оксидів азоту у Східному Китаї

Під час початкової фази пандемії COVID-19 NASA та Європейське космічне агентство спостерігали значне зниження викиду діоксиду азоту в Китаї. Економічний спад унаслідок пандемії різко, на 25-40 %, знизив рівень забруднення повітря оксидом азоту, особливо в Ухані. NASA використовувало прилад «Ozone Monitoring Instrument» для аналізу та спостереження озонового шару, а також для аналізу забруднюючих речовин, зокрема діоксиду азоту, аерозолів та інших хімічних речовин. Цей прилад допоміг NASA обробити та інтерпретувати дані, які надходили після запровадження карантинних заходів у всьому світі. За даними вчених NASA, зменшення концентрації діоксиду азоту в повітрі почалося в Ухані, і повільно поширилося на решту світу. Зниження концентрації відбулося різко, оскільки поява коронавірусу збіглася у часі зі святкуванням китайського нового року. В останній тиждень січня 2020 року, коли в цьому році випало настання китайського нового року та проходило святкування нового року в Китаї, промислові та інші підприємства були закриті. За цей період зниження рівня концентрації діоксиду азоту в повітрі в Китаї не відбулось до рівня, який вважається органами охорони здоров'я прийнятним для безпеки людей. Рівень інших шкідливих речовин в повітрі, зокрема аерозолів, залишився на попередньому рівні.
На початку 2020 року спостерігалося зменшення появи імли в Південно-Східній Азії, пов'язане із запровадженням карантинних заходів та інших обмежень, запровадженими урядами країн регіону, а також сприятливими метеорологічними умовами.
За даними спільних досліджень учених Китаю та США встановлено, що кількість викидів діоксиду азоту у Східному Китаї з 23 січня (запровадження локдауну в Ухані) до 9 лютого 2020 року зменшилися на 50 % в порівнянні з періодом з 1 по 22 січня 2020 року. Викиди тоді знизилися, пізніше збільшилися на 26 % з 10 лютого (повернення до роботи) до 12 березня 2020 року, що вказує на можливе зростання соціально-економічної активності після того, як у більшості провінцій дозволили поновити роботу підприємств. Ще слід дослідити, які заходи боротьби з COVID-19 є найбільш ефективними для контролю поширення коронавірусу та мають найменший соціально-економічний вплив.
За даними Всесвітньої організації охорони здоров'я понад 80 % осіб, які живуть у містах, зазвичай страждають від небезпечного забруднення повітря, що пов'язано з підвищеним ризиком смертності, в тому числі й від COVID-19.
Зміни забрудненості повітря під час карантину щодо коронавірусної хвороби також вплинули на якість води. Вчені давно помітили, що якість повітря і поверхневих вод мають тісний зв'язок; однак вплив зменшення забруднення повітря під час пандемії на водні системи залишається неясним. Більшість досліджень показали, що покращення стану вод під час пандемії COVID-19 були тимчасовими, хоча відбулося помітне зниження вмісту забруднюючих речовин у різних водних системах.

### Індія
30 січня 2020 року в Індії був зареєстрований перший випадок COVID-19 в штаті Керала на півдні країни, після чого з 25 березня по 31 травня 2020 року в Індії було запроваджено загальнонаціональний карантин. Після початку карантину спостерігалось зменшення забруднення повітря та покращення загального стану повітря, що стало наслідком покращенням стану навколишнього середовища; допомогло цьому також обмеження на роботу промислових підприємств. У багатьох індійських містах також спостерігалося значне зменшення забруднення повітря. Навіть промисловий штат Гуджарат, розташований на західному узбережжі Індії, повідомив про значне скорочення забруднення повітря у зв'язку з обмеженнями, накладені на роботу промислових підприємств і транспортне сполучення у період з 25 березня по 20 квітня 2020 року. Концентрація основних шкідливих речовин у повітрі, зокрема діоксиду азоту та діоксиду сірки знизилася на 1—2 % разом із середнім зниженням температури на 0,3 °C протягом 2019 року. Крім того, викиди шкідливих речовин зменшилися в середньому на 51—72 %, що призвело до зниження середньої температури на 2 °C протягом періоду карантину. В Індії в мегаполісах Мумбаї, Делі, Ченнаї та Калькутті також спостерігалось зниження температури за Цельсієм на 2°, 3°, 2° та 2,5° відповідно. За результатами досліджень на всій території повідомляється, що внаслідок локдауну під час пандемії COVID-19 покращилась якість води та повітря у зв'язку зі значним зниження вмісту шкідливих речовин у повітрі. Викиди шкідливих хімічних речовин, зокрема оксиду вуглецю, аміаку, діоксиду сірки та діоксиду азоту, значно зменшились на 22,82 %, 30,61 %, 32,11 % та 46,95 % відповідно; повідомлено про зниження рівня шкідливих речовин у повітрі у 14:30 та у 22:00 на 57,09 % і 48,56 % відповідно, що призвело до покращення якості повітря під час четвертого етапу карантину з 22 березня по 31 травня 2020 року, який отримав назву «Комендантська година Джанти».

## Якість води

### Вплив стану атмосфери на якість води
Значне зменшення концентрації оксидів азоту в атмосфері спостерігалося далеко від промислових центрів Китаю. У центрах міст Нью-Йорк, Париж та Лондон за перші два тижні весни 2020 року зареєстровано зниження рівня закису азоту на 40 % порівняно з попереднім роком. У березні 2020 року в Лос-Анджелесі (відомому як інтенсивністю дорожнього руху, так і смогом) стан повітря покращився на 20 % під час карантину. У районі затоки Сан-Франциско рух транспорту скоротився на 45 %, що призвело до різкого контрасту у викидах вуглекислого газу в порівнянні з попередніми роками.
Вчені давно зрозуміли, що в атмосфері проходять хімічні реакції частинок води з вуглекислим газом, оксидами сірки та/або оксидами азоту; результатом таких реакцій є кислотні дощі. Кислотні дощі випадають також і на річки та озера, що, у свою чергу, завдає шкоди живим істотам водойм. Цей приклад є ілюстрацією того, як пов'язані якість повітря та води. Дослідники відзначили взаємозв'язок між якістю повітря та чистотою води. Під час пандемії COVID-19 знову спостерігалалась значна відповідність між одночасним покращенням якості повітря та води.

### США

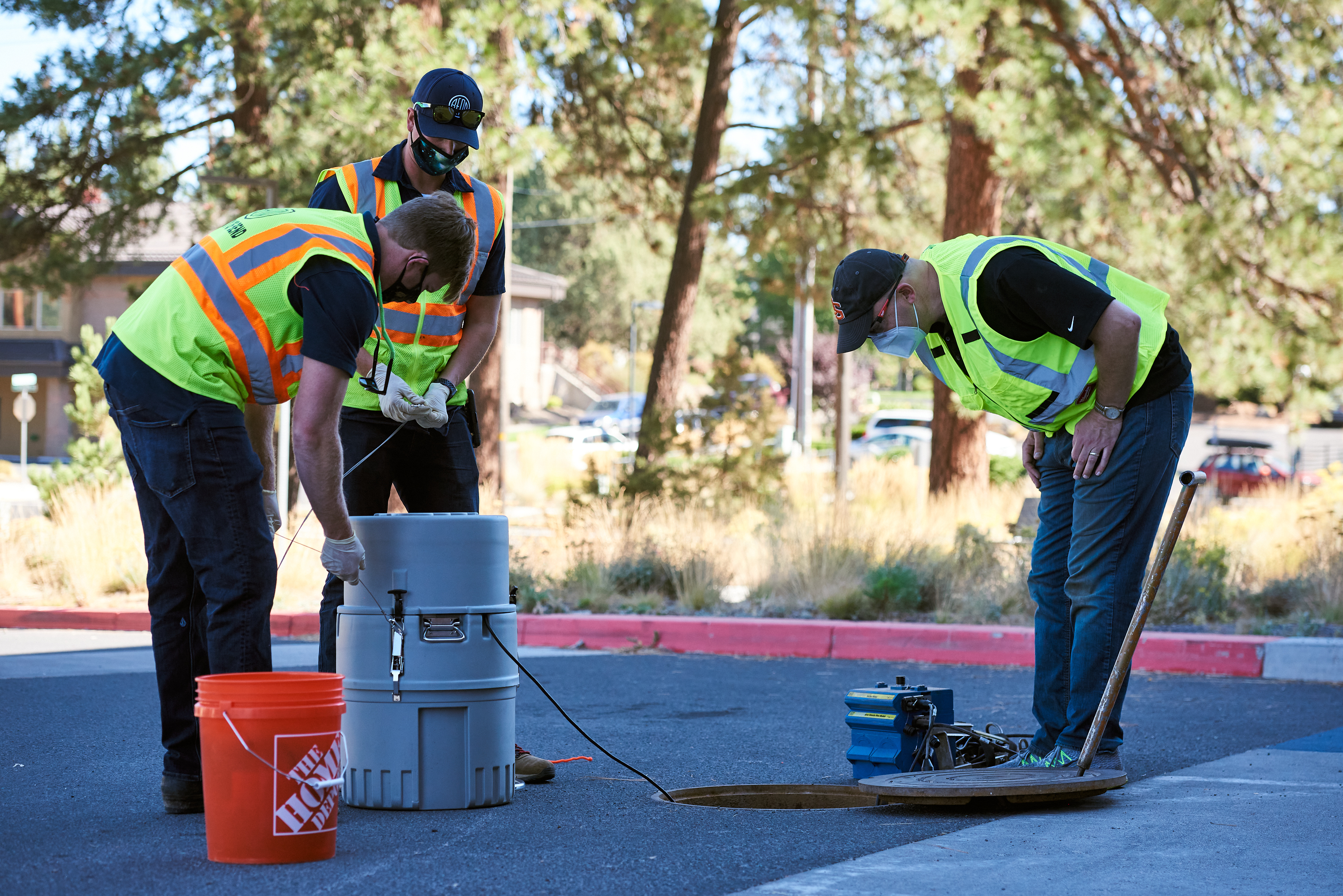
Науковці з Університету штату Орегон перевіряють стічні води на наявність вірусу, який спричинює COVID-19

Початок епідемії COVID-19 у США спричинив покращення якості повітря в країні. Покращення якості повітря призвело до покращення якості води. Зокрема, у районі затоки Сан-Франциско спостерігалося помітне зменшення забруднення води. Експерти пояснюють зменшення кількості твердих частинок у воді зменшенням руху транспорту у зв'язку з пандемією. Крім того, дослідження взаємозв'язку пандемії COVID-19 і рівнем концентрації оксиду азоту в атмосфері Нью-Йорку показали, що якість повітря значно покращилася під час пандемії. Ці дані свідчать про те, що покращення якості повітря в Нью-Йорку є результатом співвідношення між якістю повітря та води.
У квітні 2020 року Університет штату Орегон запустив дослідницький проєкт в галузі охорони здоров'я під назвою «TRACE-COVID-19», в рамках якого було проведено понад 60 тисяч окремих досліджень і 3 тисячі досліджень стічних вод в різних населених пунктах штату Орегон. Мета проекту полягала в тому, щоб визначити поширеність COVID-19 у навколишньому середовищі, і в кінцевому підсумку проект мав виявити шляхи зниження ризику інфікування вірусом, а також уповільнити його поширення. Дані, зібрані в рамках цього проєкту, були використані для прийняття рішення місцевим посадовим особам, які заходи слід вжити для покращення громадського здоров'я.
Двомісячне дослідження руху автомобільного транспорту в Массачусетсі в 2020 році показало, що рух легкових автомобілів і вантажівок скоротилися на 71 % і 46 % відповідно. Значне зменшення руху транспорту корелювало з прямим зниженням рівня шкідливих речовин в атмосфері, що призвело до зменшення загального рівня забруднення повітря. Як показують результати інших досліджень, зниження рівня шкідливих речовин в атмосфері призвело до покращення якості води.

### Перу
З початку пандемії до початку жовтня 2020 року в джунглях Перу сталося 14 розливів нафти. З них 8 розливів сталися в одному секторі (сектор 192), який належав компанії F"rontera Energy del Perú SA", яка припинила свою діяльність під час пандемії та не змогла підтримувати свій колодязі та труби в належному стані. Нафта просочилася в землю, де вона забруднила питну воду корінного населення на території племені кічуа. Розливи нафти в перуанській Амазонії були проблемою протягом десятиліть, оскільки під час розливів у питну воду та навколишнє середовище потрапляли токсичні метали та вуглеводні. Дослідження 2016 року, проведене за участю 1168 осіб, які проживають поблизу сектору 192, показало, що в 50 % обстежених у крові виявлено токсичні метали (свинець, миш'як, ртуть і кадмій) на рівні, що перевищує допустимі межі, прийняті ВООЗ. Унаслідок цих розливів нафти народ кічуа в районі Нуева-Андоас мав особливо високий ризик хронічних захворювань ще до пандемії. Крім того, через нестачу ліків, медичних працівників, доступу до вакцин та відсутністю уваги уряду корінне населення перуанської Амазонії перебувало у надзвичайно вразливому становищі та наражалось на підвищену небезпеку під час пандемії.

### Італія

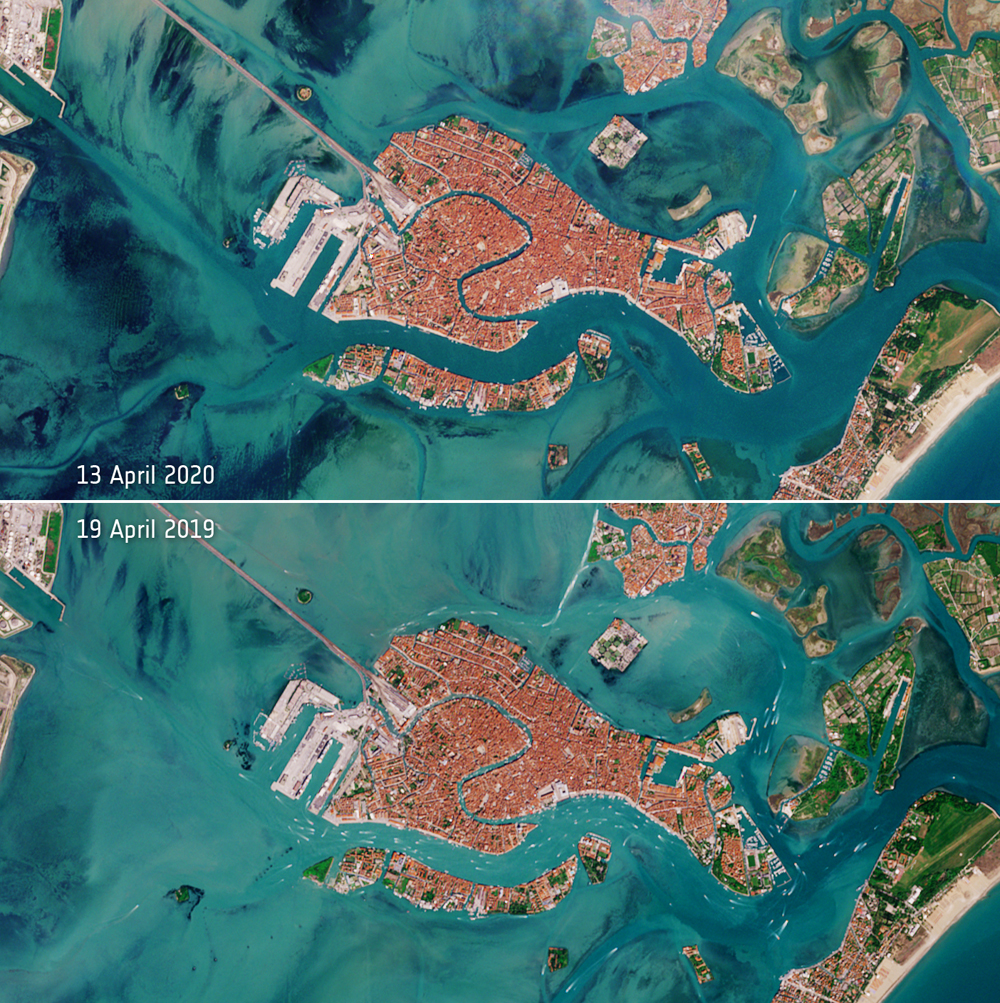
Супутникові знімки каналів Венеції у квітні 2019 та 2020 років.

У Венеції невдовзі після початку карантину (у березні 2020 року) вода в каналах очистилася, також спостерігався більший потік води. Збільшення прозорості води в першу чергу було спричинено зменшенням руху човнів, що, в свою чергу, дозволило більшості збурених осадів залишатися на дні каналів. За рік після цього, після початкового етапу пандемії, низка організацій, зокрема Європейське космічне агентство, виявили разючу зміну у стані води у венеціанських каналах, оскільки до цього в країні спостерігався ще більший рівень забруднення. Два супутникових знімки, один зроблений 19 квітня 2019 року, а інший 13 квітня 2020 року, показали, що вода в каналах змінила колір від блідо-блакитного до більш глибокого синього кольору. Це свідчило про покращення стану води після початку епідемії коронавірусної хвороби в країні. Завдяки зображенням, отриманим місією космічного агентства «Copernicus Sentinel-2», показано переваги зменшення руху транспорту по водних шляхах Венеції та підкреслено, що завдяки зниженню кількості туристів у час закриття для них міста, вода у каналах стала набагато чистішою та безпечнішою для живої природи і використання людьми, ніж було раніше. У той час як вода у венеціанських каналах очистилася після зменшення забруднення і руху човнів, морське життя повернулося в цей район у набагато меншій кількості, ніж вважалося раніше. Хоча в численних публікаціях у соціальних мережах зображено дельфінів та інших морських істот, які повертаються до берегів Венеції, журнал «National Geographic» показав хибність цих чуток, показавши зображення, зроблені в різних місцях, і спростувавши надію про те, що вплив COVID-19 сприяв оздоровленню води та відродженню дикої природи. Дезінформація, зокрема й твердження про морських тварин, що проникають у води навколо Венеції, дає людям спотворене уявлення як про перебіг пандемії, так і про кризу зміни клімату, приховуючи інші важливі проблеми, зокрема стан рівня води в місті.

### Індія
В Індії внаслідок швидкої передачі вірусу COVID-19 інфікувались понад 28 мільйонів осіб. У зв'язку з цим уряд Індії запровадив суворий карантин на всій території країні. У той час, коли велика кількість жителів країни постраждали під час поширення хвороби як соціально, так і фінансово, дослідники навколишнього середовища виявили значне покращення стану навколишнього середовища під час обмеження діяльності людей та обмеження транспортного сполучення. Аналіз метаданих якості води на річці Дамодар біля міського промислового району показав, що якість води в річці покращилась, що було помітно по зменшенню ступеня забруднення води в річці. Друге дослідження, проведене на Дамодарі в січні 2021 року, виявило значну зміну якості води під час пандемії. У період до карантину індекс забруднення води в річці знаходився між 1,59 і 2,46, що вказує на високий рівень забруднення. На відміну від цього, під час карантину індекс забруднення води в річці коливався від 0,52 до 0,78, що вказує на те, що у пробах була «незначно» або «помірно забруднена» вода. Значне покращення індексу забруднення свідчило про те, що зупинка роботи підприємств важкої промисловості та подальше зменшення викидів токсичних речовин призвели до підвищення якості води.
Подібно до Дамодара, у річці Ганг також спостерігалось значне покращення якості води. Зокрема, рівень діоксидів підвищився, тоді як концентрації інших шкідливих речовин, зокрема нітратів, знизилися. Загальнонаціональний карантин і подальше закриття основних галузей не тільки покращили стан річки, але й її забруднених притоків. У деяких регіонах кількість відходів зменшилася на 50 %. Обидва дослідження вказують на значне покращення якості води внаслідок запровадження суворого карантину в Індії. Ці зміни відбулися внаслідок зменшення скидання стічних вод у річки. Найімовірніше, це сталося внаслідок специфічного розташування річки Дамодар в промисловій зоні. Унаслідок запровадження карантину в промислових районах спостерігався надзвичайно різний ступінь техногенної активності, тому на результати тестів якості води до пандемії та після неї вплинули різні рівні активності роботи промислових підприємств.
Окрім вищезазначених досліджень, у квітні 2020 року проведені дослідження на найдовшому озері Індії Вембанад, які показали, що концентрація завислих у воді твердих частинок знизилася на 16 % під час першого етапу локдауну.

### Китай
Оскільки Китай став першою країною, яка постраждала від пандемії, йому довелося швидко запроваджувати нові обмеження щодо санітарної безпеки та обмеження роботи закладів раніше за інші країни, ще в січні 2020 року. Подібно до інших країн, багато великих промислових підприємств у Китаї зупинилися під час карантину внаслідок COVID-19. Унаслідок цього якість води в країні значно покращилася. Результати щомісячних польових вимірювань якості річкової води в Китаї показали покращення кількох різних показників забрудненості води. Азот аміаку став першим показником, який швидко знизився після карантину, тоді як концентрація розчиненого кисню і хімічна потреба в кисні почали покращуватися на початку лютого 2020 року. Рівень pH річкової води почав підвищуватися наприкінці березня 2020 року. Проведене після скасування карантину дослідження групи китайських та закордонних науковців показало, що всі параметри якості води повернулися до норми. Оскільки стан води покращився під час періоду тимчасового карантину, результати цього дослідження наводять на думку, що майбутні стратегії зменшення забруднення навколишнього середовища мають залежати від умов конкретної місцевості, та дотримуватися тривалий час, щоб зберегти прогрес у захисті навколишнього середовища.

### Південно-Африканська Республіка
Під час пандемії африканські країни, що відносяться до категорії країн, що розвиваються, не мали інфраструктури, обладнання, засобів і навченого персоналу для проведення широкомасштабного тестування на COVID-19, тому вони використовували спостереження за стічними водами як спосіб виявити місця найбільшого ризику інфікування COVID-19, найбільше цей спосіб спостереження застосовувався в ПАР. Це дозволило виявити, де РНК вірусу SARS-CoV-2 знаходився в стічних водах, після проведення дослідження міських стічних вод (у тому числі промислових стічних вод), поверхневих вод (річок, каналів, дамб) і питної води. Сліди РНК SARS-CoV-2 були виявлені в очисних спорудах на перших етапах карантину, але після очищення води РНК виявлено не було. Хоча й очищена вода була безпечною для пиття та інших потреб, стічні води з очисних споруд, які стікали в річки чи моря, все ще могли містити деяку кількість РНК SARS-CoV-2, проте її було занадто мало, щоб виявити, що давало підставу вважати, що це було малоймовірним.

### Марокко
Карантин унаслідок COVID-19 позитивно вплинув на якість води річки Бухалеф на півночі Марокко. Дослідники вимірювали температуру поверхні води в кількох місцях уздовж річки Бухалеф до і після карантину. До карантину на цих ділянках були високі значення температури поверхні води, що вказувало на низьку якість води. Однак після карантину промислова діяльність значно скоротилась, що спричинило зменшення забруднення води. Унаслідок цього температура поверхні води повернулась до нормальних значень, що вказувало на відновлення якості води на тих самих ділянках.

### Англія
У дослідженні використання води за допомогою системи «CityWat-SemiDistributed» проаналізовано, як карантин під час COVID-19 вплинув на водопостачання в Англії. Збільшення споживання води домогосподарствами пояснюється збільшенням використання побутових приладів і посиленими профілактичними заходами, зокрема частішим миттям рук під час карантину. Зменшення активності поза домом було пов'язане зі збільшенням використання води на 35 %. Як і в інших країнах, в Англії спостерігалося зменшення руху транспорту, зокрема щоденних поїздок, у великих містах, результатом чого стала зміна зон концентрації забруднення. Крім того, річки в Лондоні стали менше забруднені, але якість води погіршилася поблизу осель людей. Це звело до мінімуму подальше забруднення великих річок, але натомість збільшило забруднення менших річок у приміських районах.

### Еквадор
Під час пандемії COVID-19 в Еквадорі часто проводилися опитування та збиралися дані для вивчення якості води в океані. За попередніми даними, вода стала прозорішою і чистішою у зв'язку з відсутністю людей, які купаються та відвідують пляжі. Відвідувачів пляжу Салінас під час карантину двічі з інтервалом у 10 тижнів опитували щодо якості води. Використовувалася шкала від 1 до 5, де 1 означає найгіршу якість, а 5 — найкращу. Учасники опитування повідомили, що протягом 10 тижнів якість води піднялася з 2,83 до 4,33. Біля узбережжя Еквадору на Галапагоських островах також спостерігалося покращення якості води під час пандемії. Дослідники помітили наявність у воді більшої кількості черепах, морських левів і акул, причиною цього названо відсутність забруднення.
На жаль, санітарний стан води продовжував спричинювати занепокоєння в Еквадорі й під час пандемії COVID-19. Висловлено припущення, що вірусом SARS-CoV-2 можна інфікуватися через фекалії з очисних споруд. В Еквадорі лише 20 % стічних вод очищаються перед тим, як знову скидатися у воду. Муніципалітет столиці Еквадору Кіто особливо постраждав від відсутності очищення стічних вод. Його населення, яке офіційно складало 3 мільйони мешканців, насправді було значно більшим без проведення реальних оцінок населення. На момент проведення дослідження офіційна статистика стверджувала, що лише 750 жителів країни були інфіковані COVID-19, але реальне забруднення стічних вод показало, що хворих у країні значно більше. Неправильне поводження зі стічними водами під час пандемії COVID-19 могло призвести до зараження жителів Еквадору унаслідок забруднення води.

### Непал
Річка Багматі тече через столицю Непалу Катманду, та разом зі своїми притоками утворює басейн, який охоплює долину Катманду. Дослідження, проведене в липні 2021 року, показало, що якість води в басейні річки Багматі значно покращилася під час пандемії COVID-19. Зменшення активності людини призвело до зниження важливого показника рівня бактерій у воді — біологічної потреби в кисні, яка зменшилась у 1,5 рази порівняно з рівнем до запровадження карантину.

### Єгипет
Зменшення діяльності людини у зв'язку із запровадженням карантинних заходів для боротьби з поширенням COVID-19 призвело до зменшення промислових скидів стічних вод у річку Ніл, канали та притоки Нілу, дельту Нілу та кілька озер в Єгипті. Крім того, по Нілу плавало менше туристичних суден, що зменшило до мінімуму частоту розливів нафти і нафтопродуктів. Зменшення судноплавства через Суецький канал також допомогло покращити якість води. Подібне зменшення викидів стічних вод і обмеження судноплавства сприяло також покращенню якості у прибережних середземноморських водах Єгипту. Після початку пандемії жителі єгипетських сіл мали потребу в автономному очищенні води. Зокрема, у селі Зав'ят-Аль-Наура для очищення води використовували ультрафіолетове опромінювання.

## Потреба у воді
Пандемія COVID-19 у багатьох аспектах вплинула на потребу у воді. Одним із основних заходів у боротьбі з поширенням хвороби було дотримання правил особистої гігієни. Часте миття рук з милом і водою протягом 20 секунд, дезінфекція поверхонь і очищення контейнерів для їжі збільшили потребу у воді.

### Житлові райони
У житлових районах зріс попит на воду у зв'язку з запровадженням локдауну, унаслідок якого жителі населених пунктів залишалися вдома. Зокрема, використання води в житлових кварталах в англійському місті Портсмут зросло на 15 %, тоді як у нежитлових кварталах зменшилося на 17 %. Збільшення споживання води в домашніх умовах призвело до зростання рахунків за воду в житлових будинках, що посилило фінансовий стрес для тих, хто постраждав від заборони виходу на вулицю, встановленої під час пандемії.

### Пустельні території
У той час як низка регіони отримали вигоду від карантину, регіони з дефіцитом води серйозно постраждали. Зокрема, у штаті Невада протягом першого місяця карантину споживання води зросло на 13,1 %. Незважаючи на збільшення споживання води домогосподарствами, підприємства використовували значно менше води. Крім того, споживання води в навчальних закладах штату зменшилося на 66,2 %. Загалом по штату протягом першого місяця карантину загалом спостерігалося зростання використання води на 3,3 %. У штаті робилися спроби обмежити споживання води домогосподарствами у зв'язку й так дефіцитним водопостачанням у регіоні. До цих заходів включались водні пайки та інші обмеження на використання води громадянами, наприклад, обмеження на полив трави.

### Промислові райони
Під час пандемії значна кількість громадських будівель були закриті на тривалий час. Наслідком цього стали проблеми з якістю води, зокрема цвіль у стоячій воді в трубах і вилуговування. Це спричинило занепокоєння, оскільки після завершення карантину використання нежитлових будівель повернулося до нормального рівня. Вплив закриття на потребу у воді змінювалися залежно від призначення нежитлових будівель, проте в цілому спостерігалися зміни у попиті на воду. Зміни попиту на воду також мали помітний вплив на підприємства водопостачання. Комунальні підприємства зазнали значних втрат доходів, оскільки загальне споживання води в багатьох регіонах скоротилося, і водночас багато рахунків за воду залишилися неоплаченими, а підприємства та некомерційні споживачі зіткнулися з фінансовими проблемами. Низка компаній пропонували своїм працівникам понаднормову роботу та оплату за роботу в небезпечних умовах, оскільки їхня робота ставала ще більш необхідною. Доходи галузей промисловості, які були частиною ланцюжка водопостачання, знизились у зв'язку зі зниженням попиту промисловості на воду.

### Слаборозвинені країни
У регіонах по всьому світу, які вже зіткнулися з обмеженням доступу до води, зокрема в Демократичній Республіці Конго та Ємені, пандемія ще більш загострила цю проблему. Ці вже існуючі раніше обмеження щодо інфраструктури та доступу до води для різних верств населення, ймовірно, були фактором, що сприяв виникненню низки різних наслідків пандемії. Всесвітня організація охорони здоров'я та ЮНІСЕФ наполегливо рекомендували використовувати засоби для миття рук та інші гієнічні засоби, які є необхідним мінімумом для боротьби з COVID-19, і припустили, що відсутність доступу до цих необхідних засобів для великої кількості людей (понад 74 мільйонів осіб в арабських країнах) може стати причиною дуже високого ризику зараження COVID-19.
У низці слаборозвинених країнах служби водопостачання співпрацювали з урядами задля призупинення видачі рахунків за воду для вразливих груп населення. Це була спроба пом'якшити наслідки збільшення водопостачання під час пандемії, коли більшість населення не працювали і знаходились удома. Запровадження цього заходу призвело до величезних втрат доходів водопровідних компаній.

### Дика природа
На початку 2020 року внаслідок пандемії коронавірусної хвороби знизилися ціни та попит на рибу, а риболовецькі флоти по всьому світу здебільшого простоювали. Німецький учений Райнер Фрозе сказав, що біомаса риби має збільшитися у зв'язку з різким скороченням вилову риби, і спрогнозував, що в європейських водах частина риб, зокрема оселедець, можуть подвоїти свою біомасу. Проте станом на квітень 2020 року ознаки відновлення біомаси водних організмів залишалися здебільшого поодинокими.
Оскільки люди переважно залишалися вдома у зв'язку з карантином і обмеженнями транспортного сполучення, багато видів тварин були помічені у містах, де вже давно не спостерігались. Зокрема, помічено, що морські черепахи відкладали яйця на пляжах, яких вони раніше уникали (наприклад, на узбережжі Бенгальської затоки), у зв'язку з меншою ймовірністю контакту з людьми та меншим забрудненням. У США кількість випадків загибелі на дорогах таких тварин, як олені, лосі, ведмеді, пуми, знизилася на 58 % протягом березня та квітня 2020 року.
Природоохоронці очікували, що в країнах Африки буде спостерігатися масовий сплеск браконьєрства для добування м'яса диких тварин. Метт Браун з організації Nature Conservancy сказав наступне: «Якщо у людей немає іншого альтернативного заробітку, ми прогнозуємо — і ми бачимо це вже в Південній Африці — буде зростати кількість випадків браконьєрства заради високоцінних продуктів, таких як ріг носорога і слонова кістка». З іншого боку, Габон вирішив заборонити споживання людьми м'яса кажанів і панголінів для запобігання поширення зоонозних захворювань, зокрема й вірусу SARS-CoV-2, оскільки вважалося, що він передався людям через цих тварин. Проте панголіни вже не вважаються переносниками SARS-CoV-2. У червні 2020 року М'янма дозволила розведення тварин, що перебувають під загрозою зникнення, зокрема тигрів, панголінів та слонів. Низка експертів побоюються, що спроби країн Південно-Східної Азії дерегулювати полювання та розведення диких тварин можуть створити «новий COVID-19».

## Вирубка та відновлення лісів
У зв'язку з різким скороченням можливостей працевлаштування під час пандемії велика кількість безробітних були найняті для допомоги в незаконній вирубці лісів по всьому світу, зокрема в тропіках. Згідно повідомлень про вирубку лісів від «Global Land Analysis & Discovery», протягом першого місяця після введення карантинних заходів щодо COVID-19 у всьому світі у тропіках було виявлено загалом 9583 км² вирубаних лісів, що приблизно вдвічі більше, ніж спостерігалось роком раніше, у 2019 році (4732 км²). Погіршення нагляду за охороною природи, спричинене пандемією, стало прикриттям для незаконних операцій з вирубки лісів у Бразилії, які стали найвищими за 9 років. Показано супутникові знімки вирубування тропічних лісів у басейні Амазонки, яке зросло більш ніж на 50 % порівняно з звичайним рівнем. Хоча й навпаки, безробіття, спричинене пандемією COVID-19, сприяло найму робітників для кампанії «Хвиля з 10 мільярдів дерев» в Пакистані, щоб висадити 10 мільярдів дерев — це приблизно чиста втрата дерев у всьому світі — протягом 5 років. У зв'язку з пандемією велика кількість представників контролюючих органів залишилися без роботи, тому в 2020 і 2021 роках стало набагато поширенішим браконьєрство. У Колумбії незаконне вирубування і лісові пожежі були двома найбільшими факторами, що сприяли подальшому знищенню тропічних лісів.
Вирубка лісів впливає на якість питної води. Одне з досліджень показало, що збільшення вирубки лісів на 1 % зменшує доступ до чистої питної води на 0,93 %. Знищення лісів знижує якість води, оскільки воно зменшує інфільтрацію води в ґрунт, що спричиняє вищий рівень каламутності у воді. У країнах, які не в змозі оплачувати очищення питної води, це становить серйозну проблему.

## Зміна клімату

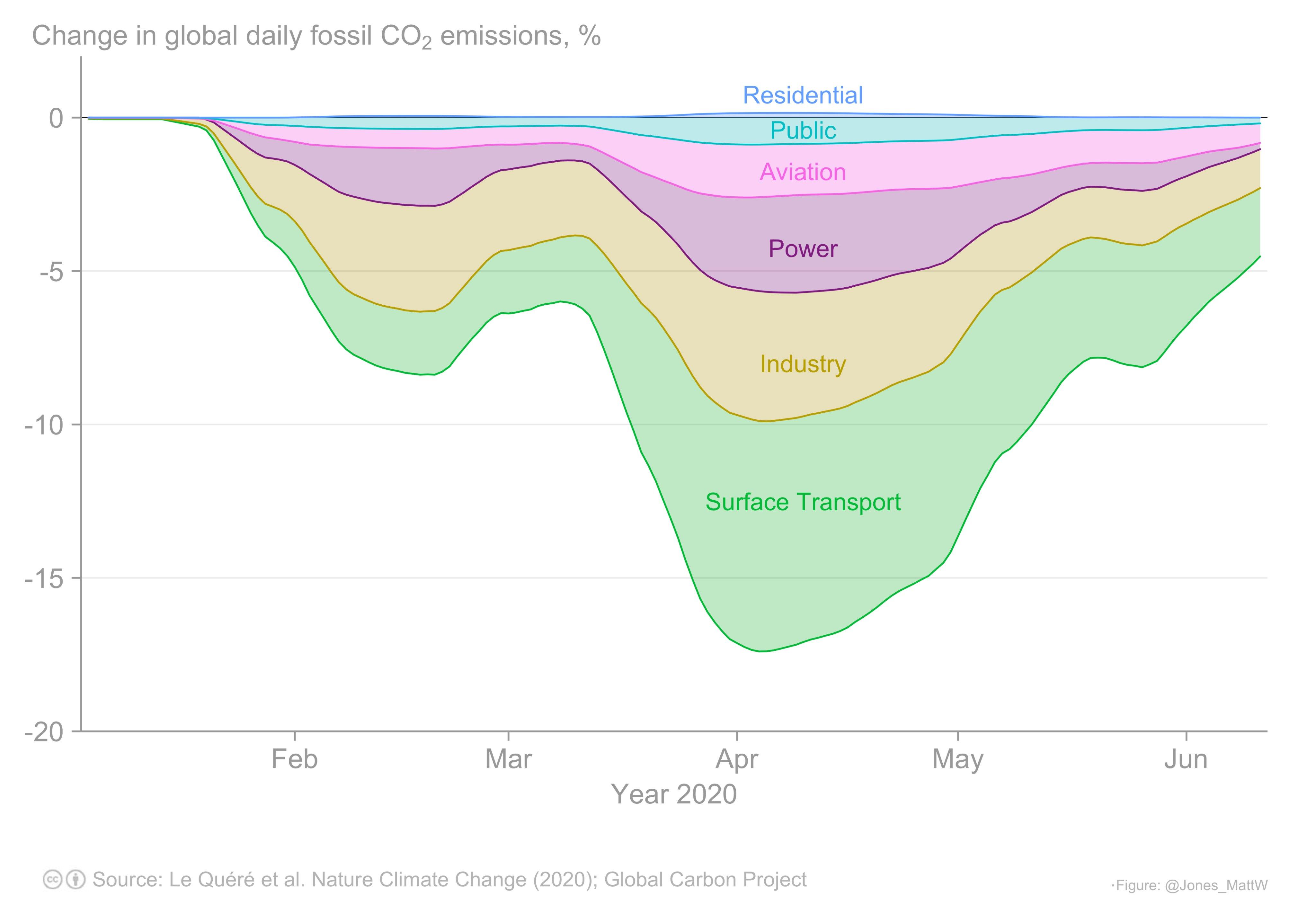
Зміна глобальних добових викидів CO₂ з викопного палива, % під час пандемії COVID-19.

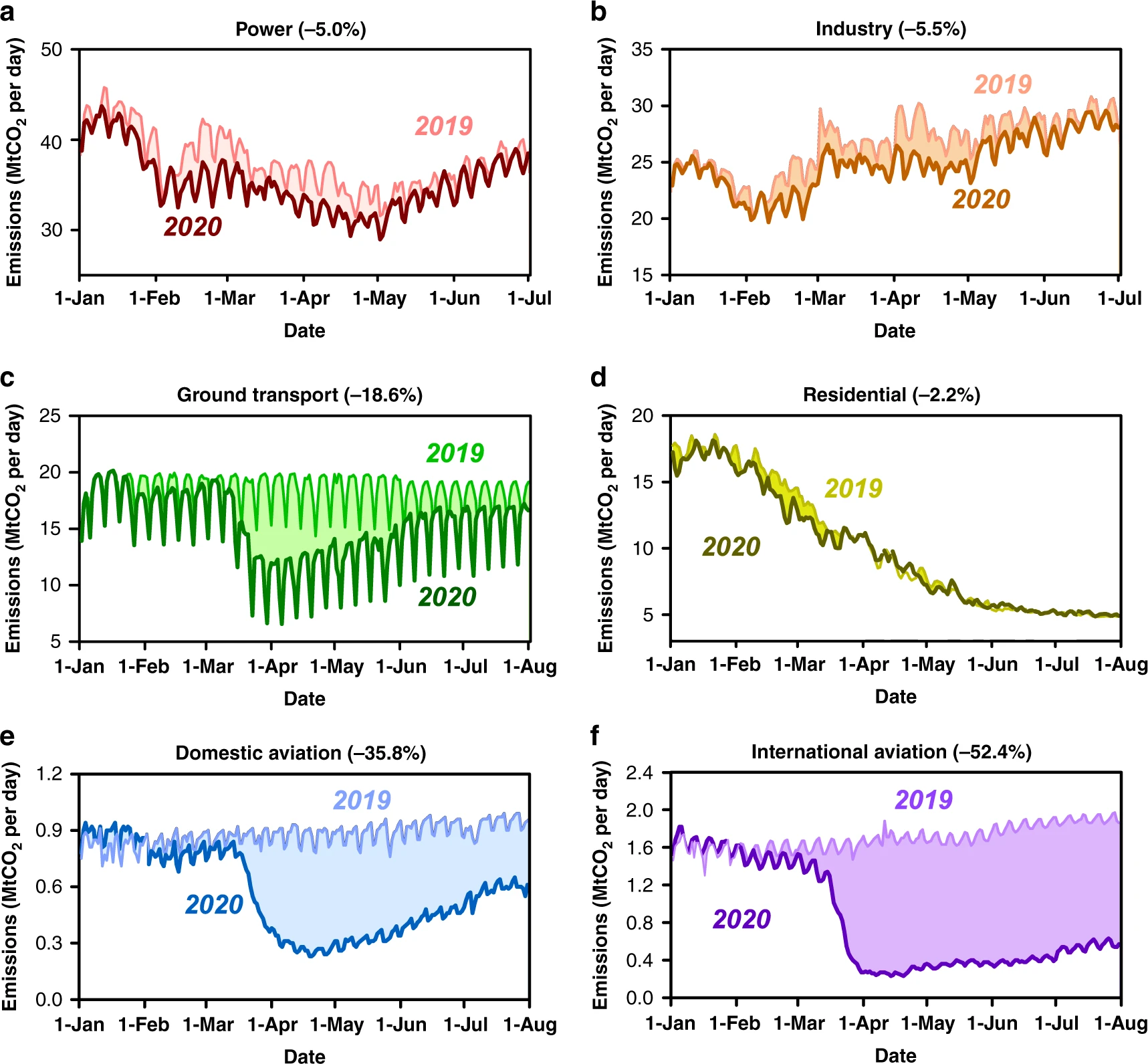
Добові викиди CO₂ по 6 секторах у 2019 році та першій половині 2020 року.

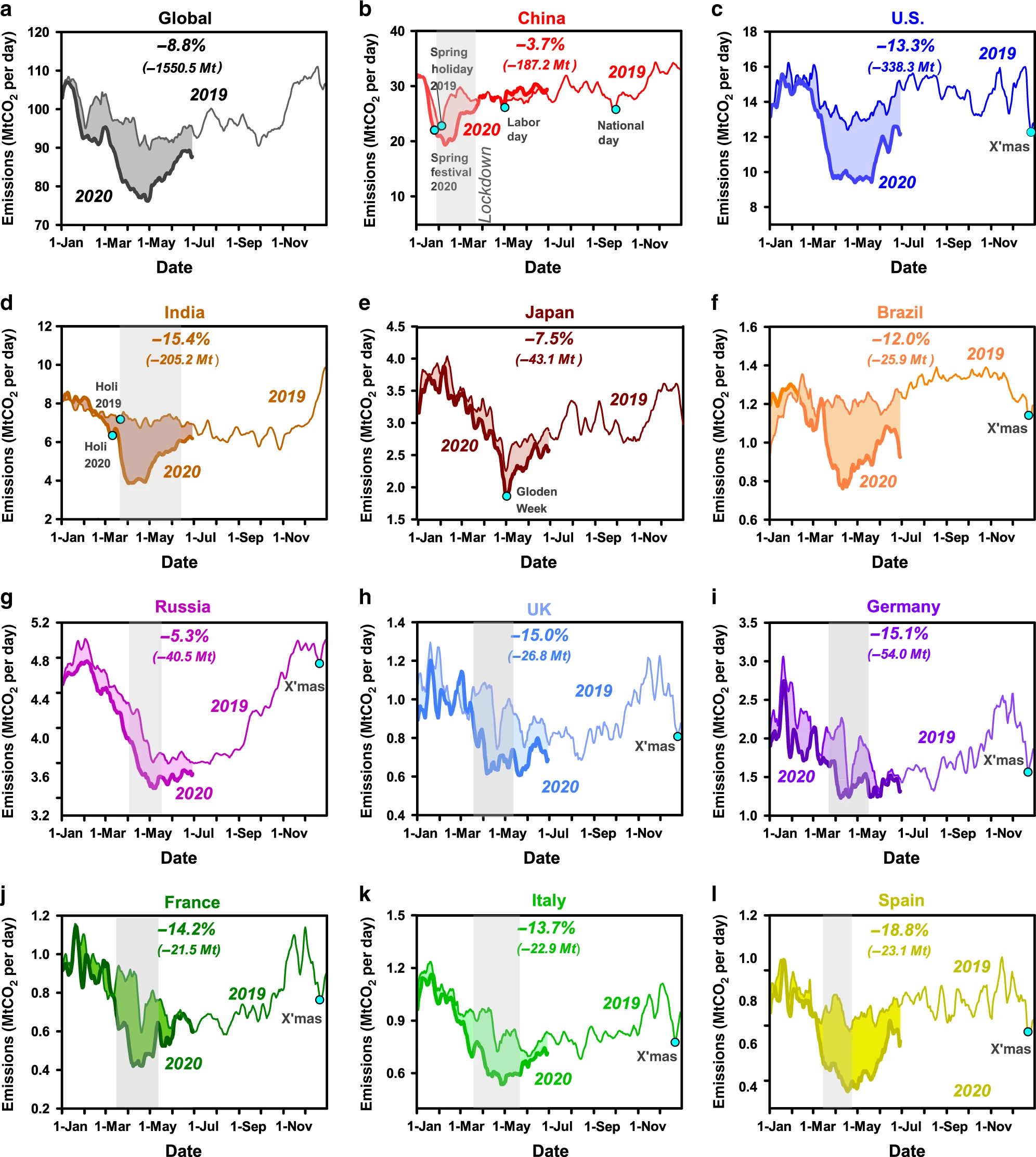
Вплив пандемії COVID-19 на щоденні викиди CO₂ у всьому світі та в 11 країнах.

Суспільні зрушення, спричинені карантином через COVID-19, зокрема запровадження дистанційної роботи та віртуальні заходи, можуть мати більш тривалий вплив, окрім короткострокового скорочення використання транспорту. У дослідженні, опублікованому у вересні 2020 року, вчені підрахували, що такі поведінкові зміни, що розвиваються під час локдауну, можуть назавжди зменшити загальну кількість викидів вуглекислого газу транспортними засобами на 15 %.
Незважаючи на це, у травні 2020 року концентрація вуглекислого газу в атмосфері була найвищою за всю історію людства. Експерт з енергетики та клімату Костянтин Самарас стверджує, що «пандемія — це найгірший можливий спосіб скоротити викиди» і що «технологічні, поведінкові та структурні зміни є найкращим і єдиним способом скорочення викидів». Чжу Лю з Університету Цінхуа уточнив, що «тільки коли ми будемо скорочувати наші викиди навіть більше, ніж зараз, на довший час, ми зможемо побачити зниження концентрації шкідливих речовин в атмосфері». Світовий попит на викопне паливо на тлі заходів щодо COVID-19 знизився майже на 10 %, і, на думку частини економістів, що вивчають енергетичну галузь, він може не вийти з цієї кризи.

### Вплив на клімат
У дослідженні, опублікованому в серпні 2020 року, вчені підрахували, що у квітні 2020 року викиди оксидів азоту в світі зменшилися на 30 %, але були компенсовані ~20 % скороченням глобальних викидів SO₂, що послаблює ефект охолодження, і дійшли висновку, що прямий вплив реакції світової промисловості на пандемію на глобальне потепління, ймовірно, буде незначним, з оціненим зниженням загальної температури приблизно на 0,01 ± 0,005 °C до 2030 року порівняно з базовим сценарієм, але цей непрямий вплив через економічне відновлення, спрямоване на стимулювання зеленої економіки, наприклад, через скорочення видобутку викопного палива у зв'язку зі зниженням інвестицій у його видобування, може уникнути майбутнього потепління на 0,3 °C до 2050 року. Дослідження показує, що необхідні системні зміни для істотного впливу на глобальне потепління.
У жовтні 2020 року вчені повідомили, базуючись на даних спостережень майже в реальному часі, про «безпрецедентне» різке зниження глобальних викидів вуглекислого газу на 8,8 % у першій половині 2020 року порівняно з тим самим періодом 2019 року, що більше, ніж під час попередніх економічних спадів і Другої світової війни. Автори зазначають, що таке зниження людської діяльності «не є постійним заходом», і що потрібно провести структурні та трансформаційні зміни в системах господарювання та поведінки людей для зменшення викидів шкідливих речовин в атмосферу для зниження їх впливу на зміну клімату.
У січні 2021 року вчені повідомили, що зменшення забруднення повітря внаслідок карантину в усьому світі внаслідок COVID-19 у 2020 році було більшим, ніж передбачалося раніше. Було зроблено висновок, що через вплив пандемії COVID-19 на клімат протягом року спостерігалося невелике потепління клімату Землі протягом року замість невеликого похолодання. Кліматичні моделі використовувалися для виявлення невеликих впливів, які не можна було помітити за допомогою спостережень. Провідний автор дослідження зазначив, що викиди аерозолів у нижні шари атмосфери мають серйозні наслідки для здоров'я і не можуть стати розв'язанням проблеми до пом'якшення глобального потепління. На відміну від викидів аерозолів у верхні шари атмосфери вони не вважаються небезпечними для здоров'я, але їх вплив на навколишнє середовище ще належним чином не досліджено.

### Промисловість викопного палива
У звіті лондонського аналітичного центру Carbon Tracker робиться висновок, що пандемія COVID-19 могла підштовхнути галузь викопного палива до «повного занепаду», оскільки попит на нафту та газ зменшується, а уряди прагнуть прискорити перехід на чисту енергію. Згідно з прогнозами, щорічне зниження попиту на викопне паливо на 2 % може призвести до скорочення майбутніх прибутків нафтових, газових і вугільних компаній з приблизно 39 до 14 трильйонів доларів США. Однак, за даними агентства «Bloomberg New Energy Finance», понад півтрильйона доларів у всьому світі наразі планується влити у галузі видобування копалин з високим вмістом вуглецю. За попередніми даними від Банку Англії Фонд корпоративного фінансування COVID-19 вказує на те, що мільярди фунтів стерлінгів від платників податків мають бути спрямовані компаніям, які займаються викопним паливом. За даними агентства «Reclaim Finance», Європейський центральний банк має намір виділити 220 мільярдів євро на галузі, що працюють на викопному паливі. Оцінка агентства «Ernst & Young» показує, що програма стимулювання, яка зосереджується на відновлюваних джерелах енергії та проєктах, сприятливих для клімату, може створити понад 100 тисяч безпосередніх робочих місць по всій Австралії, і за її оцінками, кожен 1 мільйон доларів, витрачений на відновлювані джерела енергії та експорт, створює 4,8 штатних працівників та робочих місць у відновлюваній інфраструктурі, тоді як 1 мільйон доларів США на проекти з викопного палива створить лише 1,7 робочих місць на повний робочий день.
Крім того, унаслідок впливу пандемії COVID-19 на ціну викопного палива та нафтохімічну промисловість, ціни на природний газ на короткий час впали настільки низько, що виробники газу спалювали його на місці (оскільки газ не окупив би витрати на його транспортування до установок крекінгу). Заборона одноразових пластикових упаковок (в Китаї, Європейському Союзі, Канаді та багатьох країнах Африки) і заборона пластикових пакетів (у кількох штатах США) також значно знизили попит на пластик. У США призупили роботу багато установок крекінгу. Нафтохімічна промисловість робила спроби швидко підвищити попит на пластикові вироби в усьому світі, зокрема й через відмову від заборони пластику та збільшення кількості продуктів, загорнутих у пластик, у країнах, де використання пластику ще не настільки поширене (тобто в країнах, що розвиваються).

### Їзда на велосипеді
Під час пандемії багато людей почали їздити на велосипеді, що призвело до різкого зростання їх продажів. Багато міст встановили напівпостійні так звані «спливаючі велосипедні доріжки», щоб забезпечити людям, які пересіли з громадського транспорту на велосипед, більше місця. Багато людей обрали велосипед у зв'язку з побоюванням громадського транспорту. Це пояснюється тим, що громадський транспорт іноді може бути переповненим, що викликає побоювання, що хтось може інфікуватися COVID-19. Крім того, фізичні вправи стали більш популярними під час пандемії, оскільки карантин призвів до масового безробіття. Усі ці причини призвели до «велосипедного буму». У Берліні зроблено пропозиції зробити ці тимчасові зміни постійними.

## Роздрібна торгівля та виробництво продуктів харчування

### Виробництво харчових продуктів
Невеликі фермерські господарства розпочали використовувати цифрові технології як спосіб прямого продажу продукції, також розпочали зростати сільське господарство, що підтримується місцевою владою, і системи прямого продажу сільськогосподарської продукції. Ці методи принесли користь невеликим продуктовим онлайн-магазинам, які переважно продають натуральну та більше місцеву їжу, і можуть мати позитивний вплив на навколишнє середовище завдяки споживачам, які вважають за краще отримувати продукти доставкою, а не їздити до магазину на автомобілі. Під час пандемії значно зросла кількість покупок продуктів в Інтернеті.
Хоча викиди вуглецю під час пандемії знизилися, викиди метану від худоби продовжували зростати. Метан є більш потужним парниковим газом, ніж вуглекислий газ.

### Роздрібна торгівля
У зв'язку із запровадженням локдауну та інших карантинних заходів під час пандемії COVID-19 багато покупців перейшли на покупки в інтернет-магазинах, що призвело до зростання електронної комерції на 32 %. Це призвело до збільшення відходів з упаковки. Багато онлайн-покупок проводились заради придбання предметів першої необхідності; однак 45 % покупців робили покупки, які не відносяться до життєво необхідних, зокрема одяг. Обговорювалось питання, чи онлайн-покупки були безпечнішими для навколишнього середовища, ніж покупки в магазинах, і тривалий час оглядачі не могли прийти до висновку щодо того, який спосіб покупки є кращим для екології, оскільки як покупки в Інтернеті, так і покупки в магазинах мали аспекти, які як допомагали, так і шкодили навколишньому середовищу. Зокрема, доставка продукції окремим споживачам може бути настільки ж шкідливою для навколишнього середовища, як і вироблення електрики для звичайного цеху. Іншим фактором, який слід враховувати, було те, що 20 % повернень покупок через доставку потрапляли на смітник, оскільки їх не можна було перепродати як новий товар.

## Відходи

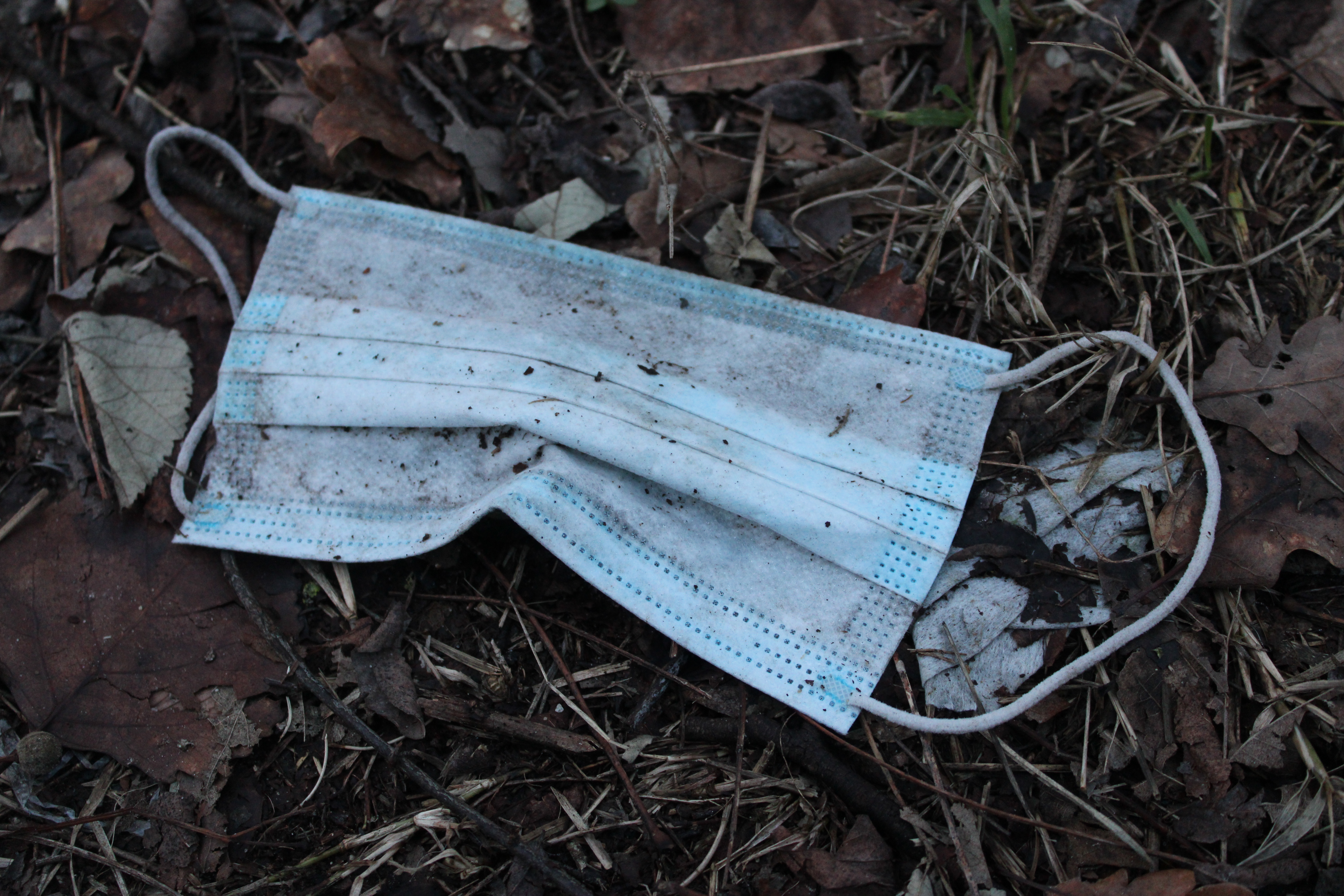
Захисна маска, залишена на краю лісу Фонтенбло (територія, що охороняється), у грудні 2020 року.

Значне збільшення пластикових відходів під час пандемії COVID-19 стало серйозною екологічною проблемою. Підвищений попит на одноразові пластикові упаковки загострив і без того значну проблему забруднення пластиком. Більшість нового пластику, знайденого в океанах, походило з лікарень, пакунків для перевезення товарів і засобів індивідуального захисту. За перші 18 місяців пандемії було накопичено близько 8 мільйонів тонн відходів. Значна частина цього пластику походила із країн, що розвиваються, і 72 % цих відходів — з Азії. Цей надмір відходів був особливо небезпечним для океанів (і дикої природи), і в основному накопичувався на пляжах і прибережних регіонах.
У Кенії під час пандемії COVID-19 зросла кількість сміття на пляжах; зокрема 55,1 % знайденого сміття було предметом, пов'язаним з пандемією. Хоча відходи, пов'язане з пандемією, з'явилося на пляжах Кенії, вони не потрапили у воду. Висловлена думка, що це сталося внаслідок закриття пляжів і обмеження пересування під час пандемії. Більшість сміття, знайденого на пляжах, були масками з тканини. Під час пандемії в Кенії зросла кількість масок із тканин в осіб, які не могли дозволити собі купити одноразові маски. Більше людей купували тканинні маски, а потім викидали їх де хотіли, що стало прямою причиною появи багатьох масок на узбережжі чи пляжах. Також у зв'язку з цим пляжі були закриті під час пандемії.
Додаткові наслідки пандемії були помічені й у Гонконзі, де одноразові маски потрапили на пляжі островів Соко. Це пов'язано зі збільшенням виробництва та використання одноразових масок для особистого та комерційного використання, що призвело до збільшення утилізації масок, зокрема й неналежним способом.
Згідно з дослідженням, проведеним Массачусетським технологічним інститутом, унаслідок пандемії, за оцінками, щодня призводять до утворення до 7200 тонн медичних відходів, значна частина яких — це одноразові маски. Дані були зібрані протягом перших шести місяців пандемії (з кінця березня 2020 року до кінця вересня 2020 року) у США. Ці розрахунки стосувалися лише медичних працівників, не враховуючи використання масок населенням. Теоретично, якби кожен медичний працівник у Сполучених Штатах одягав нову маску після кожного хворого, з яким вони стикалися, загальна кількість необхідних масок становила б приблизно 7,4 мільярда, а вартість їх — 6,4 мільярда доларів. Це призведе до утворення 84 мільйонів кілограм відходів. Однак це ж дослідження також виявило, що знезараження звичайних масок № 95, що робить маски придатними для багаторазового використання, скоротило кількість таких відходів на 75 %, а повністю багаторазові силіконові маски № 95 можуть створити ще більше скорочення відходів. Інше дослідження підрахувало, що в Африці щомісяця викидається понад 12 мільярдів медичних і тканинних масок для обличчя (еквівалент 105 тисяч тонн).
Більшість масок, які використовувалися під час пандемії, були належним чином утилізовані, тому, як і звичайне сміття, у більшості країн їх спалювали. У процесі спалювання зазвичай утворюється два типи золи; один був залишком із нешкідливих речовин, а інший містив токсичні речовини (діоксини, пластмаси та важкі метали). На різних етапах спалювання відходів не існувало абсолютного методу, який міг би повністю видалити шкідливі речовини в золі. Ці речовини завдали шкоди здоров'ю людей і завдали незворотної шкоди екологічному середовищу Землі. Вторинні забруднення шкідливими речовинами часто виявлялися в повітрі, їжі та стічних водах в результаті спалювання.
Карантинні обмеження, запроваджені в багатьох місцевостях, вплинули на обсяги пластикових відходів. Купівля товарів, зокрема продуктів харчування, в Інтернеті призводить до збільшення відходів з упаковки. Пандемія значно вплинула на системи переробки побутових відходів. Тимчасове призупинення збору побутових відходів у деяких регіонах з метою захисту працівників, які займаються переробкою відходів, призвело до скорочення поставок вторинної сировини. У США 34 % переробних компаній частково або повністю закрилися. У багатьох азійських країнах, включаючи Індію, Малайзію та В'єтнам, лише близько третини переробників продовжували свою роботу після запровадження карантинних заходів під час пандемії. Багато незареєстрованих збирачів сміття зазнали серйозних економічних втрат унаслідок заборони виходити з дому та закриття підприємств. Очікувалося, що бідність незареєстрованих працівників у країнах, що розвиваються, зросла на 56 %. Тиск на існуючу інфраструктуру поводження з відходами також призвів до низької якості поводження з відходами, включаючи звалища та відкрите спалювання. У 2020 році в столиці Ірландії Дубліні кількість незаконних сміттєзвалищ зросла на 25 %, а у Великій Британії незаконна утилізація відходів зросла на 300 %.

## Інвестиції та інші економічні заходи

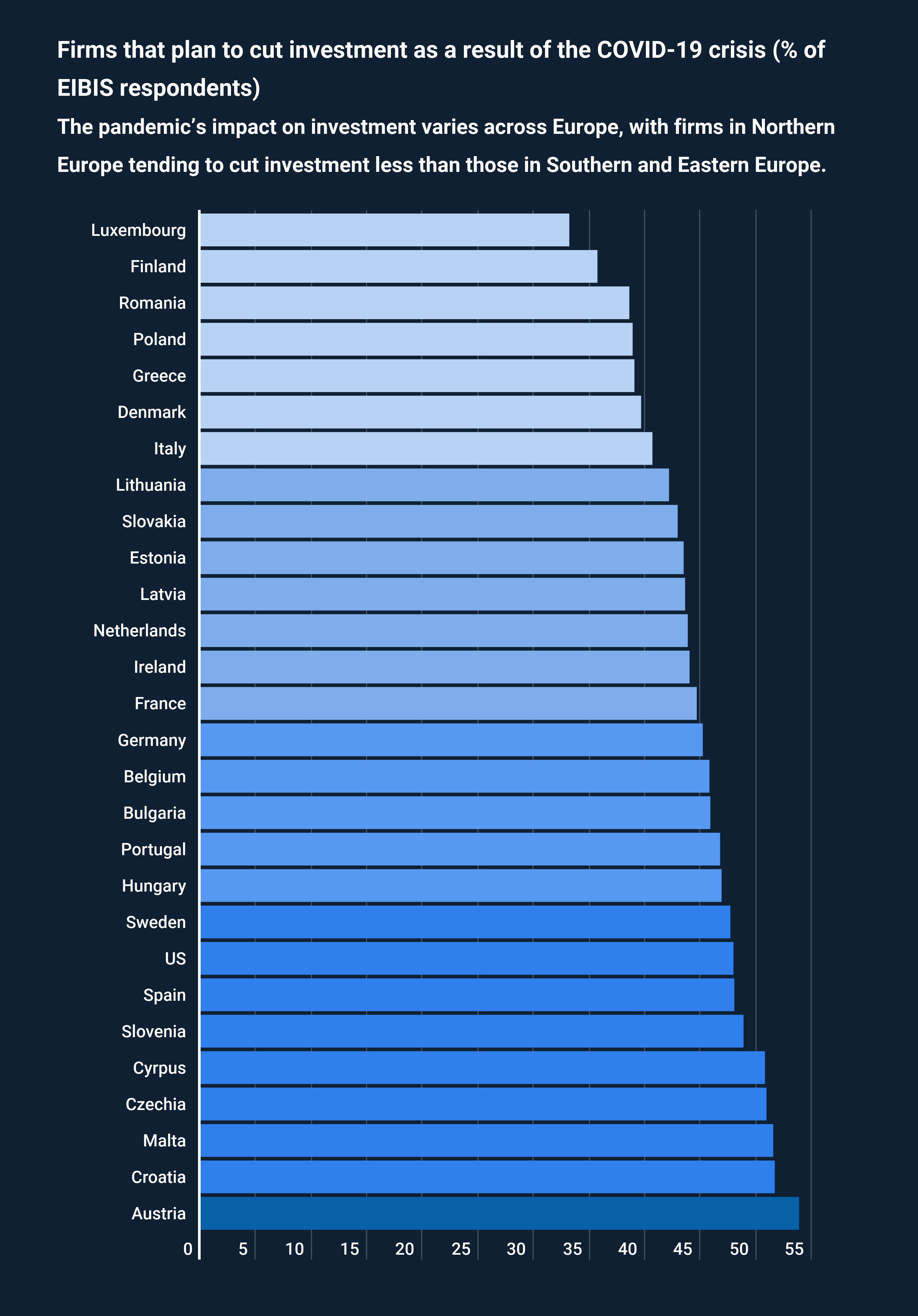
Опитування інвестицій Європейського інвестиційного банку у 2020 році

Низка оглядачів зазначають, що може бути розроблений спланований пакет стимулювання економіки для прискорення переходу на відновлювані джерела енергії та підвищення енергетичної стійкості. Дослідники Інституту світових ресурсів окреслили низку причин для інвестицій у громадський транспорт, а також переходу на велосипеди та ходьбу пішки під час та після пандемії. Використання громадського транспорту в містах у всьому світі впало на 50-90 %, із значними втратами доходів операторів транспорту. Такі інвестиції, як посилення гігієнічних заходів у громадському транспорті та відповідні заходи соціального дистанціювання, можуть вирішити проблеми гігієнічних вимог щодо використання громадського транспорту. Міжнародне енергетичне агентство висловило думку, що підтримка урядів у зв'язку з пандемією може сприяти швидкому розвитку акумуляторних і водневих технологій, зменшити залежність від викопного палива та продемонструвала вразливість викопного палива до проблем зберігання та транспортування.
Згідно з дослідженням, опублікованим у серпні 2020 року, економічне відновлення, «спрямоване на стимулювання зеленої енергетики та скорочення інвестицій у викопне паливо», могло б уникнути майбутнього потепління на 0,3 °C до 2050 року.
Генеральний секретар Клубу багатих країн ОЕСР Хосе Анхель Гурріа закликав країни «скористатися цією можливістю [пандемія COVID-19], щоб реформувати субсидії та використовувати державні кошти таким чином, щоб принести найвиразнішу користь людям і планеті».
У березні 2020 року ЄЦБ повідомив про початок програми екстрених закупівель внаслідок пандемії. Повідомлено, що рада керуючих банку не змогла інтегрувати кліматичні питання як у монетарну політику поточних справ, так і в реакцію на надзвичайну ситуацію. Банк також проігнорував заклик 45 неурядових організацій, які вимагали, щоб ЄЦБ здійснив глибокі зміни в інтеграції кліматичної політики на цьому засіданні для прийняття рішень з цього приводу. Повідомлено, що банк також фінансує 38 компаній, що займаються видобутком викопного палива, у тому числі 10 з видобутку вугілля та 4 з сланцевої нафти та газу. Організація «Грінпіс» заявила, що до червня 2020 року купівля ЄЦБ активів, пов'язаних з COVID-19, вже профінансувала сектор викопного палива на суму до 7,6 мільярда доларів.
У звіті «Чи ми будуємо краще?» Обсерваторії глобального відновлення Оксфордського університету було показано, що з 14,6 трильйона доларів, заявлених 50 найбільшими країнами світу у 2020 році, 1,9 трильйона доларів (13 %) було спрямовано на довгострокові проекти та заходи типу відновлення, а 341 мільярд доларів (18 %) довгострокових витрат було спрямовано на екологічні ініціативи.
З початку спалаху COVID-19 у 2020 році, який швидко поширився в Європейському Союзі, увага до Європейської зеленої угоди зменшилася. Деякі запропонували або річну паузу, або навіть повне розірвання угоди. Низка експертів вважала, що нинішній головний фокус поточного процесу формування політики Європейського Союзу має бути негайна, короткострокова кризова ситуація, а не зміна клімату. У травні 2020 року оприлюднено європейський пакет відновлення екології вартістю 750 мільярдів євро під назвою «ЄС нового покоління» з бюджетом в 1 трильйон євро. Європейська зелена угода є його частиною. Один із принципів пакету — «Не нашкодь». Гроші будуть витрачені лише на проекти, які відповідають низці екологічних критеріїв. 25 % усього фінансування піде на пом'якшення кліматичних змін. Викопне паливо та ядерна енергетика виключені з фінансування.
11 березня 2021 року Джо Байден повідомив про підписання Закону про план порятунку США кошторисом 1,9 трильйона доларів США.
У зв'язку з пандемією скоротилися частина джерел надходжень для екологічних проєктів, зокрема підтримка громад корінних народів, моніторинг тропічних лісів і природоохоронних територій.
Незважаючи на тимчасове зниження викидів вуглецю в атмосферу в усьому світі, Міжнародне енергетичне агентство попередило, що економічні потрясіння, спричинені пандемією COVID-19, можуть обмежити або затримати приватні та державні інвестиції в зелену енергетику. Інші оглядачі попереджали, що великі корпорації та великі інвестори можуть використати кризу для економічної вигоди відповідно до доктрини шоку, як це сталося після минулих пандемій.
У зв'язку з карантином в усьому світі, спричиненому COVID-19, День екологічного боргу відбувся більш ніж на три тижні пізніше, ніж у 2019 році. Президент аналітичного центру «Global Footprint Network» стверджував, що пандемія сама по собі є одним із проявів «екологічного дисбалансу».
Близько 58 % підприємств у Європейському Союзі переймаються фізичними небезпеками зміни клімату, особливо в регіонах, схильних до екстремальних погодних умов. У 2021 році проблемою зміни клімату переймалися 43 % підприємств ЄС. Незважаючи на пандемію, відсоток підприємств, які планують інвестиції, пов'язані з кліматом, зріс до 47 % з 41 % у 2020 році. Однак заплановані інвестиції призупинено через невизначеність щодо регуляторного середовища та оподаткування.
Згідно з прогнозним аналізом на 2022 рік, 14 трильйонів доларів, які країни G20 витратили на стимулювання економіки у 2020 та 2021 роках, лише близько 6 % було виділено на сфери, які також скоротять викиди, а 3 % — на цільову діяльність, яка, ймовірно, збільшить кількість викидів шкідливих речовин у світі.

### Аналіз та рекомендації
Численні організації та об'єднання, зокрема аналітичні центри, компанії, бізнес-організації, політичні органи та науково-дослідні інститути, розробили власні аналізи та рекомендації щодо інвестицій і відповідних заходів для орієнтованого на сталість соціально-економічного відновлення після пандемії на загальносвітовому та національному рівнях, зокрема Міжнародне енергетичне агентство, «Інститут Грантема — Зміна клімату та навколишнє середовище» та Європейська комісія. Генеральний секретар ООН Антоніу Гутерреш рекомендував 6 широких принципів сталого розвитку для формування відновлення.
Згідно зі звітом, опублікованим у липні 2020 року на замовлення Групи високого рівня для сталої економіки океану, інвестиції в 4 ключові напрямки втручання в океан можуть сприяти відновленню економіки та отримати високу віддачу від інвестицій з точки зору економічних, екологічних переваг і переваг для здоров'я. За словами головного політичного директора некомерційної організації «Oceana» зі збереження океанів в Америці Джекі Савіц, такі стратегії, як «встановлення науково обґрунтованих обмежень на рибальство, щоб запаси риби могли відновлюватися, вибіркове рибальство для захисту видів, що знаходяться під загрозою зникнення, і забезпечення того, щоб знаряддя лову не руйнували океанські середовища існування — все це є ефективними, рентабельними способами підтримки сталого рибальства».

## Політика
Пандемія також вплинула на екологічну політику та кліматичну дипломатію, оскільки Конференцію ООН зі зміни клімату 2020 року було перенесено на 2021 рік внаслідок пандемії на пандемію після того, як її місце проведення було перетворено на польовий госпіталь. Ця конференція мала вирішальне значення, оскільки країни мали подати збільшені національні внески до Паризької угоди. Пандемія також обмежує можливості націй, особливо країн, що розвиваються з низьким економічним потенціалом, подавати національно визначені внески, оскільки вони зосереджуються на подоланні наслідків пандемії.
Видання «Time» відзначило три можливі ризики: те, що підготовка до конференції в Глазго в листопаді 2020 року, запланованої після Паризької угоди 2015 року, була зірвана; що громадськість розглядатиме глобальне потепління як менш пріоритетне питання, ніж пандемія, послаблюючи тиск на політиків; і що бажання «перезапустити» світову економіку призведе до надмірного виробництва парникових газів. Однак виконавчий директор Міжнародного енергетичного агентства вважає, що падіння цін на нафту під час рецесії внаслідок COVID-19 може стати хорошою можливістю позбутися субсидій на викопне паливо.
Аналітичне агентство «Carbon Tracker» стверджувало, що Китай не повинен стимулювати економіку шляхом будівництва запланованих теплових електростанцій на вугіллі, оскільки багато з них перестануть бути прибутковими підприємствами, і працюватимуть у збиток.
Адміністрація Трампа в США призупинила виконання низки законів про захист навколишнього середовища під час пандемії через Агентство з охорони навколишнього середовища. Це дозволило забруднювачам ігнорувати частину екологічних законів, якщо вони могли стверджувати, що ці порушення були спричинені пандемією.

## Реакція

### Гумор і меми
На початку пандемії передбачувана користь для навколишнього середовища, викликана зменшенням діяльності людини, призвела до створення мемів. Ці меми, як правило, базувались на перебільшених або спотворених твердженнях про користь для навколишнього середовища зменшення присутності людини, і на порівнянні людства з COVID, тлумачачи людську цивілізацію як вірусну інфекцію на Землі. Меми включали зображення з підписами до таких фраз, як «природа лікує», «Земля лікує», «ми — вірус» або комбінації цих фраз. Один із таких жартів був твіт, який містив фотографію великої гумової качки в Темзі з текстом «природа лікує», трактуючи качку як місцевий вид, що повертається до річки за відсутності людської діяльності.

### Активізм
У березні 2020 року в Англії, Уельсі та Північній Ірландії Національний траст ініціював кампанію #BlossomWatch, яка заохочувала людей ділитися зображеннями перших ознак весни, зокрема цвітінням фруктових дерев, які вони бачили на прогулянках під час карантину.

## Ефект відскоку
Висловлено припущення, що відновлення промисловості та транспорту, що виробляють парникові гази після карантину внаслідок COVID-19, може стати причиною, яка сприятиме збільшенню виробництва парникових газів, а не його зменшенню. У транспортному секторі пандемія може спричинити кілька наслідків, у тому числі поведінкові зміни, зокрема більш віддалена робота та телеконференції, а також зміни в бізнес-моделях, що, у свою чергу, може призвести до скорочення викидів від транспорту. Наукове дослідження, опубліковане у вересні 2020 року, припускає, що збереження таких поведінкових змін може зменшити 15 % усіх транспортних викидів з обмеженим впливом на добробут суспільства. З іншого боку, може відбутися відмова від громадського транспорту внаслідок страху зараження, і збільшення використання одномісних автомобілів, що значно збільшить викиди. Однак під час пандемії в деяких містах також створюються нові велосипедні доріжки. У червні 2020 року повідомлялося, що викиди вуглекислого газу швидко відновлюються.
Організація економічного співробітництва та розвитку рекомендує урядам продовжувати дотримуватись існуючих норм щодо забруднення повітря й після пандемії COVID-19, та спрямовувати заходи фінансової підтримки на підприємства громадського транспорту для підвищення їх пропускної спроможності та якості, зосереджуючись на зменшенні скупчення людей і розробці екологічно чистіших транспортних засобів.
Виконавчий директор Міжнародного енергетичного агентства Фатіх Бірол стверджував, що «наступні 3 роки визначатимуть хід наступних 30 років і далі» і що «якщо ми не [вживемо заходів], ми обов'язково побачимо відновлення викидів. Якщо викиди відновляться, дуже важко передбачити, як вони будуть знижені в майбутньому. Ось чому ми закликаємо уряди мати запас для відновлення».
У березні 2022 року, перед офіційною публікацією препринту «Глобальний вуглецевий бюджет 2021», на основі даних «Carbon Monitor» вчені повідомили, що після рекордного зниження в 2020 році, спричиненого пандемією COVID-19, глобальні викиди вуглекислого газу в 2021 році різко зросли на 4,8 %, що вказує на те, що за поточної траєкторії вуглецевий бюджет 1,5 °C буде використано протягом 9,5 років із імовірністю в ⅔.

## Психологія та сприйняття ризику

Пандемія змінила погляди людей на проблеми, з якими стикаються їхні країни, як показано в кліматичному дослідженні Європейського інвестиційного банку за 2020—2021 рр.

Хаос і негативні наслідки пандемії COVID-19 зробили катастрофічне майбутнє менш віддаленим, а дії для його запобігання — більш необхідними та розумними. Однак ці наслідки також мали протилежний ефект, оскільки з'явилась зосередженість на більш нагальних питаннях пандемії, а не на більших глобальних проблемах, таких як зміна клімату та вирубування лісів.
Поліпшення, спричинені зменшенням діяльності людини під час карантину, не є ознакою того, що зміна клімату покращується в довгостроковій перспективі, або що діяльність із збереження клімату слід відкласти. Однак кілька міжнародних конвенцій про зміну клімату були відкладені, а в деяких випадках не проводились. Помітними прикладами цього були перенесення COP26, Конференції ООН зі зміни клімату, Всесвітнього конгресу охорони природи, Конвенції про біологічне різноманіття та Конференції ООН щодо океану. Ці конференції спочатку планувалися, щоб країни в усьому світі могли будувати конкретні плани щодо забезпечення безпеки майбутніх поколінь. Хоча поліпшення клімату, яке спостерігалося під час карантину, дало надію на майбутнє, але пізніше люди повернулися до звичайного об'єму діяльності, тому ці зміни виявилися тимчасовими.

## Вплив на екологічний моніторинг і прогнозування

### Прогнози погоди
Європейський центр середньострокових прогнозів погоди повідомив, що скорочення авіарейсів у всьому світі внаслідок пандемії може вплинути на точність прогнозів погоди, посилаючись на те, що комерційні авіакомпанії використовують ретрансляцію авіаційних метеорологічних даних (AMDAR) як невід'ємний внесок у точність прогнозу погоди. Центр середньострокових прогнозів погоди прогнозував, що покриття AMDAR зменшиться на 65 % або більше внаслідок зменшення кількості комерційних рейсів.

### Зниження сейсмічного шуму
Сейсмологи повідомили, що карантин, локдаун та інші заходи для сповільнення поширення COVID-19 призвели до зниження високочастотного сейсмічного шуму в середньому до 50 % у цілому світі. У цьому дослідженні повідомляється, що зниження шуму стало результатом комбінації факторів, включаючи зменшення трафіку/транспорту, зниження промислової активності та економічної діяльності. Зменшення сейсмічного шуму спостерігалося як на віддалених станціях сейсмічного моніторингу, так і на свердловинних датчиках, встановлених на декількох сотнях метрів під землею. У дослідженні зазначено, що знижений рівень шуму може дозволити краще контролювати та виявляти природні сейсмічні джерела, такі як землетруси та вулканічна активність.
Доведено, що шумове забруднення негативно впливає як на людей, так і тварин, у тому числі на безхребетних. ВООЗ припускає, що 100 мільйонів осіб у Європі щодня зазнають негативного впливу небажаного шуму, що призводить до втрати слуху, серцево-судинних розладів, втрати сну та негативних психологічних наслідків. Однак під час пандемії карантинні заходи зменшили рух автомобілів і літаків, що призвело до значного зменшення шумового забруднення.